# Ussatowe
Ussatowe (ukrainisch Усатове; russisch Усатово Ussatowo) ist ein Dorf in der Oblast Odessa im Südwesten der Ukraine mit etwa 8500 Einwohnern (2004).

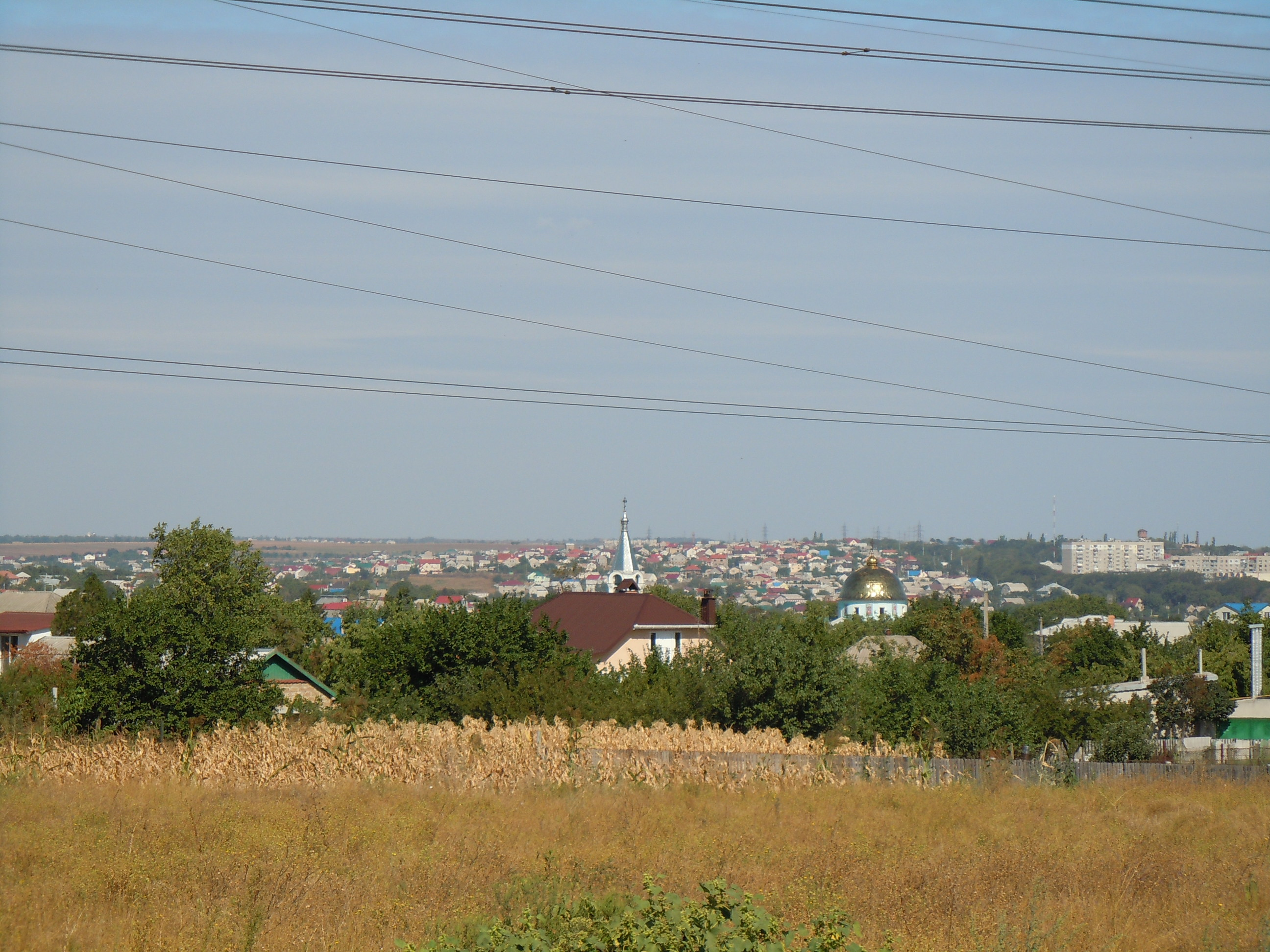
Blick auf das Dorf

Das 1790 gegründete Dorf liegt an der Fernstraße M 05/ E 95 und grenzt im Norden an das Ufer des Chadschibej-Limans, im Nordwesten an das Dorf Nerubajske und im Osten und Süden an das Stadtgebiet von Odessa.
Das Stadtzentrum von Odessa liegt 10 Kilometer südöstlich und das Rajonzentrum Biljajiwka liegt etwa 45 Kilometer westlich von Ussatowe.

## Geschichte
Auf dem Gelände des heutigen Ussatowe wurde die steinzeitliche Ussatowe-Kultur ausgegraben.
Der Ort wird 1775 durch Saporoger Kosaken gegründet, der Ort war ab 1952 ein Teil von Odessa, wurde aber am 7. Februar 2002 wieder eine eigenständige Gemeinde.

## Verwaltungsgliederung
Am 12. Juni 2020 wurde das Dorf zum Zentrum der neugegründeten Landgemeinde Ussatowe (Усатівська сільська громада/Ussatiwska silska hromada). Zu dieser zählten auch noch die 12 in der untenstehenden Tabelle aufgelistetenen Dörfer und die Ansiedlungen Nabereschne und Nowa Kowaliwka, bis dahin bildete es die gleichnamige Landratsgemeinde Ussatowe (Усатівська сільська рада/Ussatiwska silska rada) im Osten des Rajons Biljajiwka.
Seit dem 17. Juli 2020 ist es ein Teil des Rajons Odessa.
Folgende Orte sind neben dem Hauptort Ussatowe Teil der Gemeinde:
| Name                                               | Name                   | Name                                             |
| ukrainisch transkribiert                           | ukrainisch             | russisch                                         |
| -------------------------------------------------- | ---------------------- | ------------------------------------------------ |
| Awhustiwka                                         | Августівка             | Августовка (Awgustowka)                          |
| Berehowe                                           | Берегове               | Береговое (Beregowoje)                           |
| Illinka                                            | Іллінка                | Ильинка (Iljinka)                                |
| Kowaliwka                                          | Ковалівка              | Ковалёвка (Kowaljowka)                           |
| Maryniwka                                          | Маринівка              | Мариновка (Marinowka)                            |
| Mischlymanske (bis 2023 Latiwka, bis 2016 Kotowka) | Міжлиманське (Латівка) | Межлиманское (Meschlimanskoje)/Латовка (Latowka) |
| Nabereschne                                        | Набережне              | Набережное (Nabereschnoje)                       |
| Nowa Emetiwka                                      | Нова Еметівка          | Новая Эметовка (Nowaja Jemetowka)                |
| Nowa Kowaliwka                                     | Нова Ковалівка         | Новая Ковалёвка (Nowaja Kowaljowka)              |
| Protopopiwka                                       | Протопопівка           | Протопоповка (Protopopowka)                      |
| Stara Emetiwka                                     | Стара Еметівка         | Старая Эметовка (Stara Jemetowka)                |
| Tscherewytschne                                    | Черевичне              | Черевичное (Tscherewitschnoje)                   |
| Tschobotariwka                                     | Чоботарівка            | Чеботарёвка (Tschebotarjowka)                    |
| Tyche                                              | Тихе                   | Тихое (Tichoje)                                  |